# Cryptocephalus alesi
Cryptocephalus alesi – gatunek chrząszcza z rodziny stonkowatych i podrodziny Cryptocephalinae
Gatunek ten został opisany w 2001 roku przez Lwa Miediediewa i Jana Bezděka.
Wykazany wyłącznie z Tajlandii.